# 몬스터 랜드
《몬스터 랜드》(Zombillenium)는 프랑스에서 제작된 알렉시스 두코드 감독의 2017년 애니메이션, 판타지 영화이다. 2017년 칸 영화제의 스페셜 스크리닝 부문에서 상영되었다.

## 출연

### 주연
- 이창민
- 고구인
- 박성영
- 서반석
- 이다은

### 조연
- 강은애
- 김보나
- 최정윤